# Szekeres Tamás (zenész)
Szekeres Tamás (Budapest, 1964. március 12. –) magyar gitáros, zeneszerző, zenei rendező.

## Pályafutása
Zenészcsaládból származik, 5 éves korától, éveken át tanult zongorázni, s 14 éves kora óta gitározik. Kezdetben amatőr zenekarok sorában játszott, a Lavinával a Pulzus című televíziós tehetségkutató versenyen a győztesek közé kerültek, majd megalapította az Ellipszist, 1979-ben pedig a Hardtop együttest. 1983-ban megnyert egy tehetségkutató versenyt a Carat  együttessel akivel kislemezt adhattak ki. Itt figyelt fel ra Varga Miklós aki gyakran fellépett velük mint sztárvendég. később, 19 éves korában (1984.) bekerült a V. M. Band nevű zenekarba (ez Varga Miklós együttese volt).
A Senator együttes társalapítója volt 1985-ben. 1990-ben az East együttesben is tag volt. Még ugyanebben az évben Szekeres Tamás Project nevű együttesével 60 koncertet adott, előzenekarként a Deep Purple-lel és Alice Cooper-rel játszottak. Szintén '90-ben, elvégezte a Liszt Ferenc Zeneművészeti Főiskola gitártanszakát. Szendrey-Karper László tanítványa volt, művész-tanári diplomát szerzett. 1991-ben részt vett az Omen megalapításában. Szakmai írásai '89-től a Metal Hammer-ben, majd ’93-tól a Zenészmagazinban havonta jelennek meg. Elektromos gitáriskola, Rock gitáriskola oktató kiadványt adott közre. Klasszikus és rock albumai (CD, DVD stb.) három földrészen kaphatók boltokban. Itthon és Európában gitárkurzusokat tart. Kezdettől a Gitármánia tábor fővédnöke. 1999 óta művészeti vezető az MZTSZ-ben, vizsgáztat a Kőbányai Zenei Stúdióban, és tanít a Szekeres Gitáriskolában.
1994-ben „Tamas” néven zenekart alapított Edwin Balogh, Póka Egon, Debreczeni Ferenc és Varga Tibor közreműködésével. Ezzel a formációval több, sikeres európai turnén vettek részt, és a Holland sikerlistákon olyan előadókat előztek meg szerzeményei, mint például Joe Satriani. Presser Gáborral is dolgozott, országos turnén és a Csak dalok című lemez felvételein közreműködött 1994 és 1995 között.
1994-től az Omega együttes koncertjein és lemezein is közreműködik. 1997-ben Kip Winger, 1998-ban Ian Parry koncertjein gitározott. 1999-ben Balázs Fecó koncertjein is gitározott. 1999-ben Keresztes Ildikó első szólólemezére (Nem tudod elvenni a kedvem) ő szerzett zenét, valamint ő is gitározott a lemezen. Ezenkívül két további Keresztes Ildikó albumon is játszott (Minden, ami szép volt; Csak játszom). 2009-től 2011-ig a Keresztes Ildikó Band tagja.
2010-ben Kóbor János Omega Rhapsody c. lemezén gitározott (mint addig is 1994 óta az Omega zenekarhoz kötődő legtöbb kiadványon), továbbá ő játszik az album bemutató koncertjein, az Omega jubileumi koncertjeinek Rapszódia blokkjában, az utolsó három koncerten (Budapest, Veszprém, Debrecen) pedig Molnár György mellett, mint második gitáros. Egy közös európai turnén Tony MacAlpine-nal is játszott Bulgáriában, Ausztriában, Németországban, Hollandiában és Belgiumban, de még Ken Tamplin kiváló amerikai énekes együttesével is, a 3,5 hónapig tartó Amerikai Egyesült Államokbeli "coast to coast" turnén is koncertezett. 2010 óta létező Omega Oratórium kiadványok, valamint hazai és külföldi turnék alapembere, mint gitáros.
Hangszerek terén Szekeres Tamás számos márka termékeit használja: a klasszikusabb Gibson Les Paul és Fender Stratocaster modellek mellett, kezeiben megfordulnak Gibson Nighthawk, Jackson, Ibanez. Charvel, B.C Rich és Music Man modellek, sőt esetenként akusztikus és klasszikus gitárok is.

## Diszkográfia

### Szólólemezek
- 1989: Guitarmania
- 1991: Christmas in Guitarland
- 1992: Guitartales
- 1993: Classical Attitudes
- 1994: Guitarmania (Újrafelvett verzió)
- 1994: Dreamlake
- 1995: Guitar Hits (Guitar Hardware I.)
- 1996: The Loner (Guitar Hardware II)
- 1996: Blue Syndicate
- 1997: La Catedral
- 1998: Live in Budapest
- 1999: King Street Blues
- 2019: White Shapes of Blue

### Senator
- 1985: Senator

### Omen
- 1991: Feketében
- 1992: Brutális tangó
- 1993: Anarchia
- 2004: Best of Omen – válogatás

### Omega
- 1994: Népstadion ’94 – Száraz blokk
- 1994: Népstadion ’94 – Vizes blokk
- 1995: Trans and Dance
- 1996: Transcendent
- 1996: Az Omega összes koncertfelvétele II. (CD 3: Népstadion 1994)
- 1998: Egy életre szól
- 1999: KonceRt. 1999
- 2004: Napot hoztam, csillagot
- 2006: Égi jel [CD+DVD]
- 2012: Greatest Performances
- 2012: Omega Szimfónia & Rapszódia
- 2013: Omega Oratórium
- 2015: The Heavy Nineties
- 2021: Testamentum (Búcsúztató)

### Keresztes Ildikó
- 1999: Nem tudod elvenni a kedvem...
- 2008: Minden, ami szép volt
- 2010: Csak játszom

### Egyéb közreműködések
- Carat: Ringasson el a zene (1983)
- Varga Miklós: Európa (1985)
- Lord: Lord 3 (1990)
- Presser Gábor: Csak dalok (1994)
- Ian Parry's Consortium Project: Consortium Project (1999)
- Balázs Fecó: A csönd évei (2000)
- Kóbor János: Omega Rhapsody (2010)
- Consortium Project: Criminals & Kings (2011)